# Mercurio (astronomia)
Mercurio è il primo pianeta del sistema solare in ordine di distanza dal Sole e il più interno del nostro sistema planetario. È il più piccolo e la sua orbita è anche la più eccentrica, ovvero la meno circolare, degli otto pianeti. Mercurio orbita in senso diretto (in senso antiorario, come molti altri pianeti del sistema solare) a una distanza media di 0,3871 au dal Sole con un periodo siderale di 87,969 giorni terrestri. Mercurio è anche in risonanza orbitale-rotazionale: completa tre rotazioni intorno al proprio asse ogni due orbite attorno al Sole.
L'eccentricità orbitale è abbastanza elevata e vale 0,205, ben 15 volte quella della Terra. Dalla superficie di Mercurio, il Sole ha un diametro apparente medio di 1,4°, circa 2,8 volte quello visibile dalla Terra, e arriva a 1,8° durante il passaggio al perielio. Il rapporto fra la radiazione solare al perielio e quella all'afelio è 2,3. Per la Terra questo rapporto vale 1,07. La superficie di Mercurio sperimenta la maggiore escursione termica tra tutti i pianeti, con temperature che nelle regioni equatoriali vanno da 100 K (−173 °C) della notte a 700 K (427 °C) del dì; le regioni polari invece sono costantemente inferiori a 180 K (−93 °C). Ciò è dovuto all'assenza dell'atmosfera che, se presente, svolgerebbe un ruolo nella ridistribuzione del calore. La superficie fortemente craterizzata indica che Mercurio è geologicamente inattivo da miliardi di anni.
Conosciuto sin dal tempo dei Sumeri, il suo nome è tratto dalla mitologia romana. Il pianeta è stato associato a Mercurio, messaggero degli dèi, probabilmente a causa della rapidità del suo movimento nel cielo. Il suo simbolo astronomico è una versione stilizzata del caduceo del dio.

## Osservazione

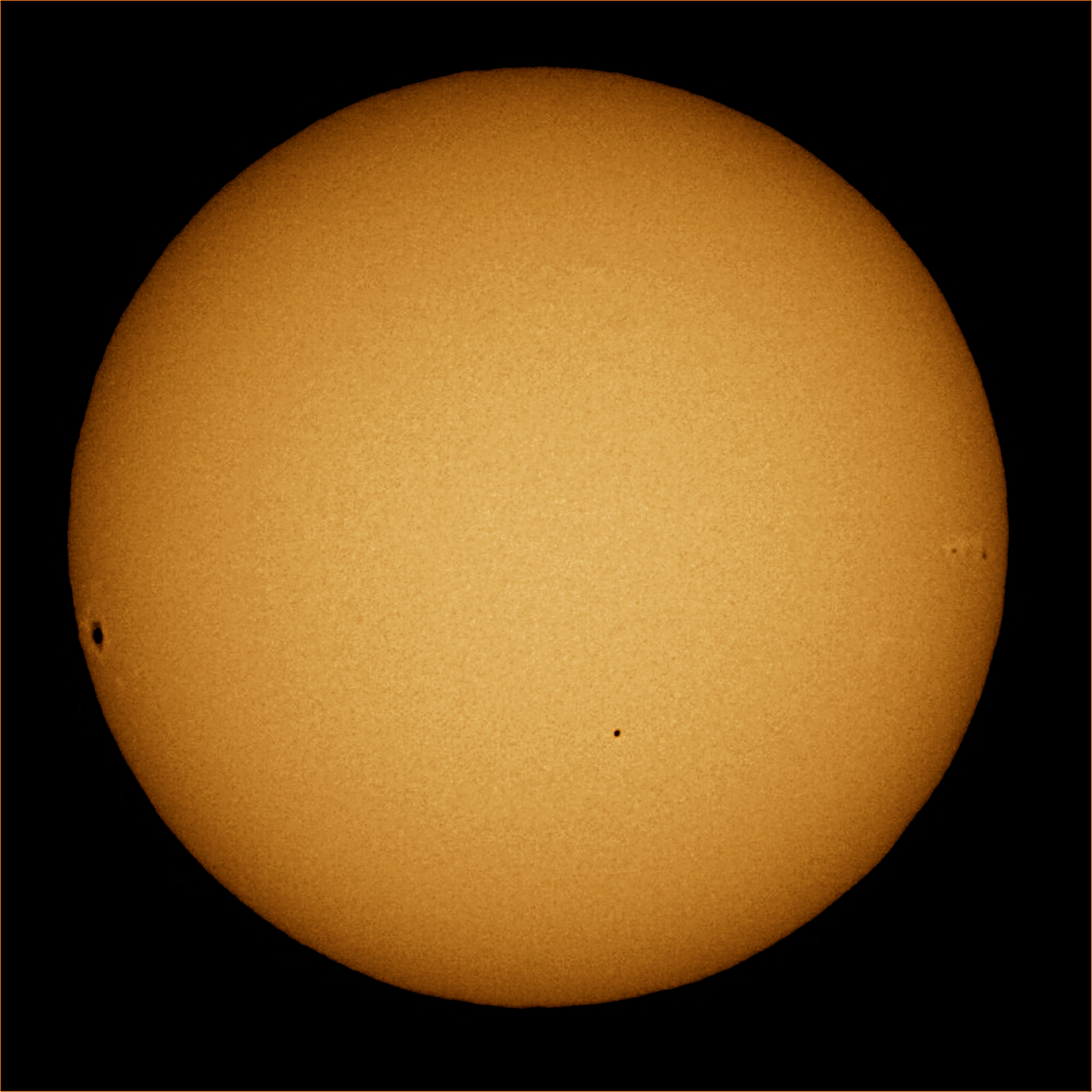
Transito di Mercurio. Mercurio è il puntino scuro in basso al centro, sul disco solare. L'area scura in prossimità del bordo sinistro è una macchia solare.

Trattandosi di un pianeta interno rispetto alla Terra, Mercurio appare sempre molto vicino al Sole (la sua elongazione massima è di 27,8°), al punto che i telescopi terrestri possono osservarlo raramente. La sua magnitudine apparente oscilla tra −2,4 e +7,2 a seconda della sua posizione rispetto alla Terra e al Sole.
Durante il giorno la luminosità solare impedisce ogni osservazione e l'osservazione diretta è possibile solamente subito dopo il tramonto, sull'orizzonte a ovest, o poco prima dell'alba verso est, oppure eccezionalmente in occasione delle eclissi totali. Inoltre l'estrema brevità del suo moto di rivoluzione ne permette l'osservazione solamente per pochi giorni consecutivi, dopo di che il pianeta è inosservabile dalla Terra. Per evitare danni agli strumenti il telescopio spaziale Hubble non viene mai utilizzato per riprendere immagini del pianeta.
Mercurio è visibile solitamente per sei periodi l'anno, con tre apparizioni la mattina prima dell'alba e tre la sera immediatamente dopo il tramonto. A causa dell'inclinazione dell'eclittica sull'orizzonte, i periodi migliori per l'osservazione sono dopo il tramonto attorno all'equinozio di primavera per l'emisfero boreale e prima dell'alba attorno all'equinozio di autunno per l'emisfero australe.
I transiti di Mercurio osservati dalla Terra sono molto più frequenti dei transiti di Venere, grazie alla ridotta distanza dal Sole e alla maggiore velocità orbitale: ne avvengono circa tredici ogni secolo. Sin dai tempi antichi il transito fornisce un'ottima occasione per condurre studi scientifici. Nel 1600 i transiti di Mercurio vennero usati per stimare la dimensione del pianeta e per calcolare la distanza tra Terra e Sole, allora sconosciuta. In epoca moderna i transiti sono usati per analizzare dalla Terra la composizione della tenue atmosfera e come valido elemento di confronto per i metodi di individuazione di pianeti extrasolari.
Come nel caso della Luna e di Venere, anche per Mercurio dalla Terra è visibile un ciclo delle fasi, sebbene sia abbastanza difficile osservarlo con strumenti amatoriali.

## Storia delle osservazioni

### Popoli antichi
Le osservazioni più antiche del pianeta di cui si ha traccia storica sono riportate nelle tavole MUL.APIN, eseguite probabilmente da astronomi assiri intorno al XIV secolo a.C. Il nome utilizzato per designare Mercurio in questi testi, redatti in scrittura cuneiforme, è trascritto come Udu. Idim. Gu\u4.Ud ("il pianeta saltellante"). Le registrazioni babilonesi risalgono al I millennio a.C. I Babilonesi chiamarono il pianeta Nabu (o Nebo), dio della scrittura e della saggezza nella loro mitologia.
Gli Egizi e i Greci assegnarono a Mercurio, come anche a Venere, due nomi: uno come stella del mattino, l'altro come stella della sera. Per gli Egizi alle due apparizioni corrispondevano rispettivamente Seth, un dio nefasto che veniva scacciato dalla luce accecante del Sole nascente, e Horus, un dio benigno associato alla figura del faraone e dello Stato. Invece nella tradizione greca sono rintracciabili due coppie di nomi per Mercurio. La più antica, attestata nell'epoca di Esiodo (fine dell'VIII, inizio del VII secolo a.C.), consisteva in Στίλβων (Stilbon, "il brillante"), come stella del mattino, e Ἑρμάων (Hermaon), come stella della sera. Successivamente queste denominazioni furono sostituite rispettivamente da Apollo e Hermes. Alcune fonti attribuiscono a Pitagora (intorno al 500 a.C.) la comprensione del fatto che si trattasse di un unico pianeta, altre invece propendono per un periodo più tardo, intorno al 350 a.C. I Romani chiamarono il pianeta Mercurio in onore del messaggero alato degli dei, il dio romano del commercio e dei viaggi corrispondente al greco Hermes. Probabilmente il pianeta ricevette questi nomi a causa del suo rapido moto attraverso il cielo, più veloce di quello di tutti gli altri pianeti.
Tolomeo nel II secolo a.C. scrisse della possibilità che Mercurio transitasse davanti al Sole nelle Ipotesi Planetarie. Suggerì che nessun transito era stato fino ad allora osservato o a causa delle dimensioni del pianeta, troppo piccolo perché il fenomeno risultasse osservabile o perché l'evento era poco frequente.

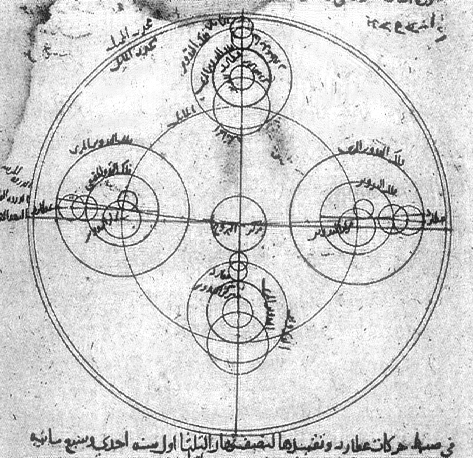
Il modello di Ibn al-Shatir per le apparizioni di Mercurio utilizza la moltiplicazione degli epicicli attraverso la coppia di Tusi, eliminando quindi l'eccentrico e l'equante

Nell'Antica Cina Mercurio era conosciuto come Chen Xing (辰星), la Stella delle Ore. Era associato con il Nord e l'elemento dell'acqua nel Wu Xing. Nelle moderne culture cinese, coreana, giapponese e vietnamita si è conservato il legame con il Wu Xing e il pianeta è chiamato "la stella dell'acqua" (水星).
Nella mitologia indiana Mercurio era identificato con il dio Budha, che presiedeva il mercoledì. Nella mitologia germanica e norrena il pianeta e il giorno erano dedicati al dio Odino (Woden in germanico). I Maya potrebbero aver rappresentato il pianeta come un gufo o forse come quattro gufi, due che ne esprimevano le caratteristiche mattutine e altri due per quelle serali, che recavano messaggi all'oltretomba.
Nel Surya Siddhanta, un trattato di astronomia indiano del V secolo, è fornita una stima del diametro di Mercurio con un errore rispetto al valore oggi noto inferiore dell'1%. Tuttavia il calcolo era basato sull'inaccurata supposizione che il diametro angolare del pianeta fosse di 3,0 arcominuti.
Nell'astronomia islamica medievale l'astronomo andaluso Al-Zarqali nell'XI secolo descrisse il deferente dell'orbita geocentrica di Mercurio come un ovale; ciò non influenzò in seguito né le sue teorie, né i suoi calcoli astronomici. Nel XII secolo Ibn Bajja osservò "due pianeti come macchie scure sulla faccia del Sole". Nel XIII secolo Qotb al-Din Shirazi dell'Osservatorio di Maragheh suggerì che il suo predecessore potesse aver osservato il transito di Mercurio o di Venere sul disco solare. Questi rapporti medievali di transiti planetari furono in seguito reinterpretati come osservazioni di macchie solari.
Nel XV secolo l'astronomo indiano Nilakantha Somayaji della Scuola del Kerala sviluppò un modello planetario del sistema solare parzialmente eliocentrico in cui Mercurio orbitava attorno al Sole che a sua volta orbitava attorno alla Terra. Si trattava di un modello simile al sistema ticonico suggerito dall'astronomo danese Tycho Brahe nel XVI secolo.

### Osservazioni in epoca scientifica

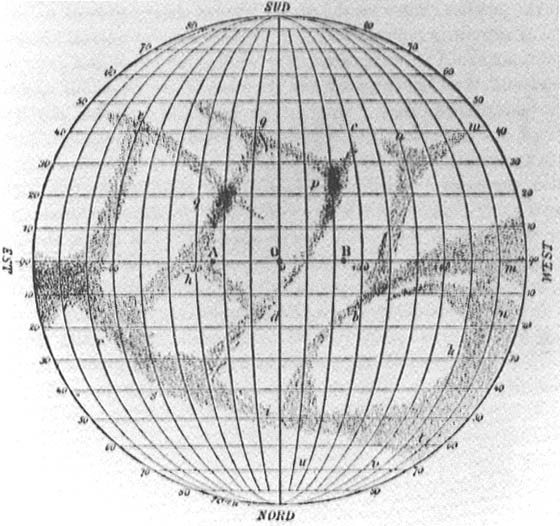
Mappa delle caratteristiche di albedo di Mercurio prodotta da Giovanni Schiaparelli, anni 1880

Galileo Galilei compì le prime osservazioni telescopiche di Mercurio all'inizio del XVII secolo. Sebbene fosse riuscito nell'osservare le fasi di Venere, il suo telescopio non era sufficientemente potente da permettergli di cogliere anche quelle di Mercurio, che furono scoperte nel 1639 da Giovanni Battista Zupi fornendo la prova definitiva che Mercurio orbita intorno al Sole. Intanto nel 1631 Pierre Gassendi era stato il primo a osservare un transito di Mercurio innanzi al Sole, secondo le previsioni fornite da Giovanni Keplero.
Evento raro nell'astronomia è il passaggio di un pianeta davanti a un altro (occultazione) visto dalla Terra. Mercurio e Venere si occultano ogni pochi secoli e l'evento del 28 maggio 1737 rilevato da John Bevis all'Osservatorio di Greenwich è l'unico storicamente osservato. La prossima occultazione di Mercurio da parte di Venere avverrà il 3 dicembre 2133.
Le difficoltà insite nella osservazione di Mercurio lo hanno reso il pianeta meno studiato tra gli otto del sistema solare. Nel 1800 Johann Schröter compì alcune osservazioni delle caratteristiche superficiali e affermò di aver osservato montagne alte 20 km. Friedrich Wilhelm Bessel utilizzò i disegni di Schröter e stimò erroneamente un periodo di rotazione di 24 ore e un'inclinazione dell'asse di rotazione di 70°. Negli anni ottanta dell'Ottocento Giovanni Schiaparelli compose mappe più accurate della superficie e suggerì che il periodo di rotazione del pianeta fosse di 88 giorni, uguale a quello di rivoluzione, e quindi che il pianeta fosse in rotazione sincrona con il Sole così come la Luna lo è con la Terra. L'impegno nel mappare la superficie di Mercurio fu proseguito da Eugène Michel Antoniadi che pubblicò le sue mappe e osservazioni in un libro nel 1934. Molte caratteristiche superficiali del pianeta, e in particolare quelle di albedo, prendono il loro nome dalle mappe di Antoniadi.
L'astronomo italiano Giuseppe Colombo osservò che il periodo di rotazione era circa due terzi di quello orbitale e propose una risonanza 3:2 invece che l'1:1 prevista dalla teoria della rotazione sincrona.

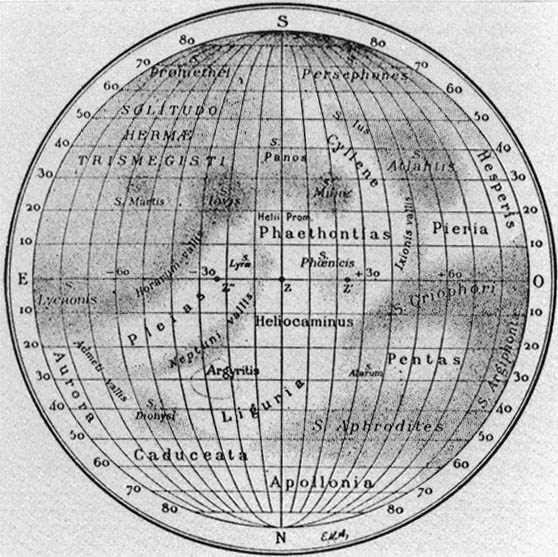
Mappa di Mercurio prodotta da Eugène Michel Antoniadi nel 1934

Nel giugno del 1962 ricercatori sovietici dell'Istituto di radio-ingegneria ed elettronica dell'Accademia delle Scienze dell'URSS diretto da Vladimir Kotel'nikov furono i primi a eseguire osservazioni radar del pianeta. Tre anni dopo ulteriori osservazioni radar condotte con il radiotelescopio di Arecibo dagli statunitensi Gordon Pettengill e R. Dyce indicarono in modo conclusivo che il pianeta completa una rotazione in 59 giorni circa. La scoperta risultò sorprendente perché l'ipotesi che la rotazione di Mercurio fosse sincrona era ormai ampiamente accettata e vari astronomi, riluttanti ad abbandonarla, proposero spiegazioni alternative per i dati osservativi. In particolare la temperatura notturna della superficie del pianeta risultò molto più alta rispetto al valore atteso nel caso di rotazione sincrona e, tra le varie ipotesi, fu proposta l'esistenza di venti estremamente potenti che avrebbero ridistribuito il calore dalla faccia illuminata a quella buia.
I dati raccolti dalla missione spaziale Mariner 10 confermarono la previsione di Colombo e l'esattezza delle mappe di Schiaparelli e Antoniadi. Gli astronomi rilevarono le stesse caratteristiche di albedo ogni seconda orbita e le registrarono, ma non dettero importanza necessaria a quelle dell'altra faccia di Mercurio a causa delle condizioni osservative scarse nel momento in cui le guardavano.

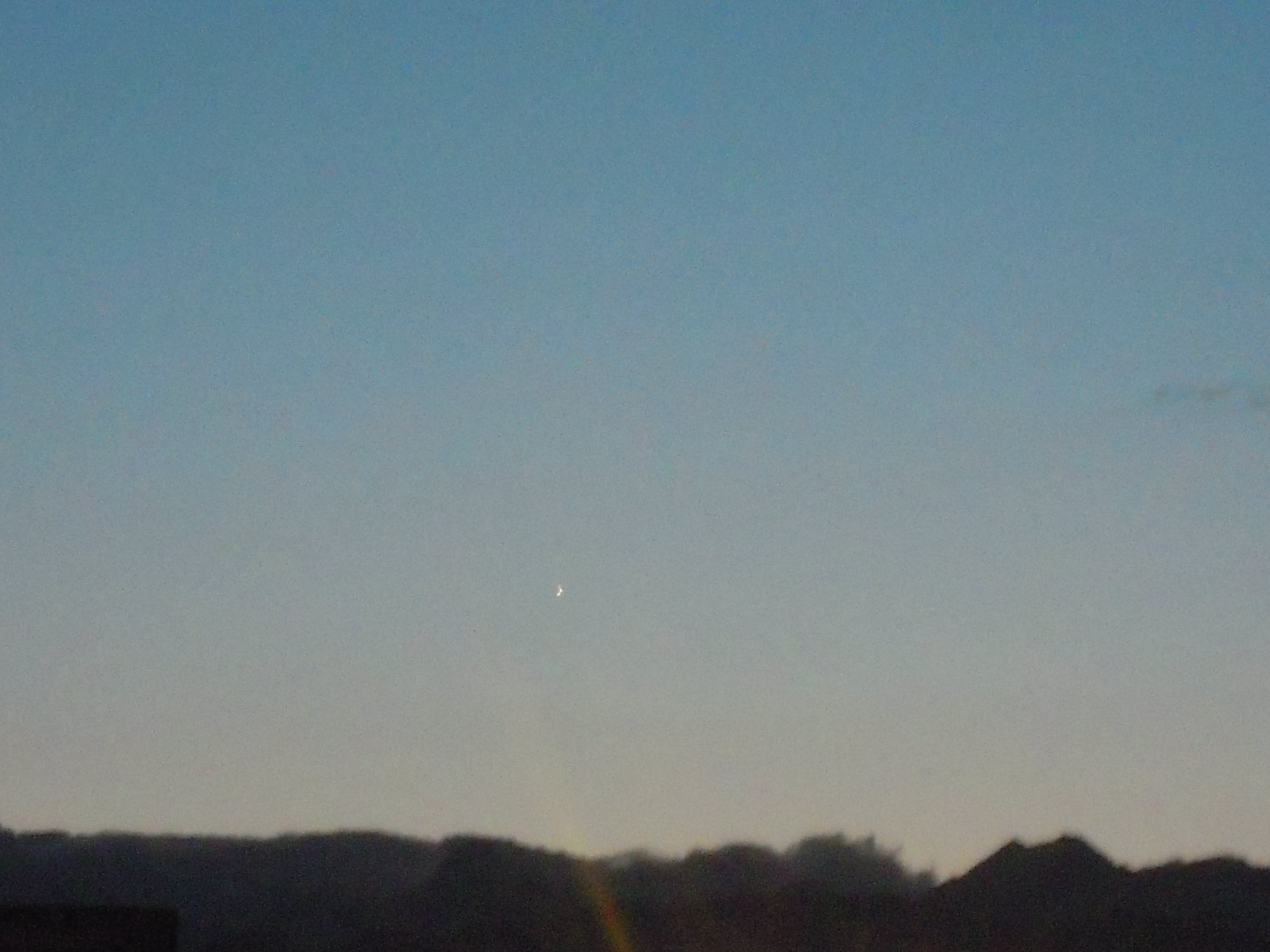
Mercurio la sera del 2 maggio 2021

Le osservazioni dalla Terra non permisero di acquisire maggiori informazioni su Mercurio e le sue principali caratteristiche rimasero ignote finché non fu visitato dal Mariner 10, la prima sonda spaziale a visitare il pianeta. Tuttavia recenti progressi tecnologici hanno migliorato anche le osservazioni dalla Terra e, grazie alle osservazioni condotte dall'Osservatorio di Monte Wilson con la tecnica del lucky imaging nel 2000, è stato possibile risolvere per la prima volta dettagli superficiali sulla porzione di Mercurio che non era stata fotografata dal Mariner 10. Osservazioni successive hanno permesso di ipotizzare l'esistenza di un cratere d'impatto più grande del Bacino Caloris nell'emisfero non fotografato dal Mariner 10, cratere a cui è stato informalmente dato il nome di Bacino Skinakas. La maggior parte del pianeta è stata mappata dal radiotelescopio di Arecibo, con una risoluzione di 5 km, compresi depositi polari in crateri in ombra che potrebbero essere composti da ghiaccio d'acqua.

### Missioni spaziali

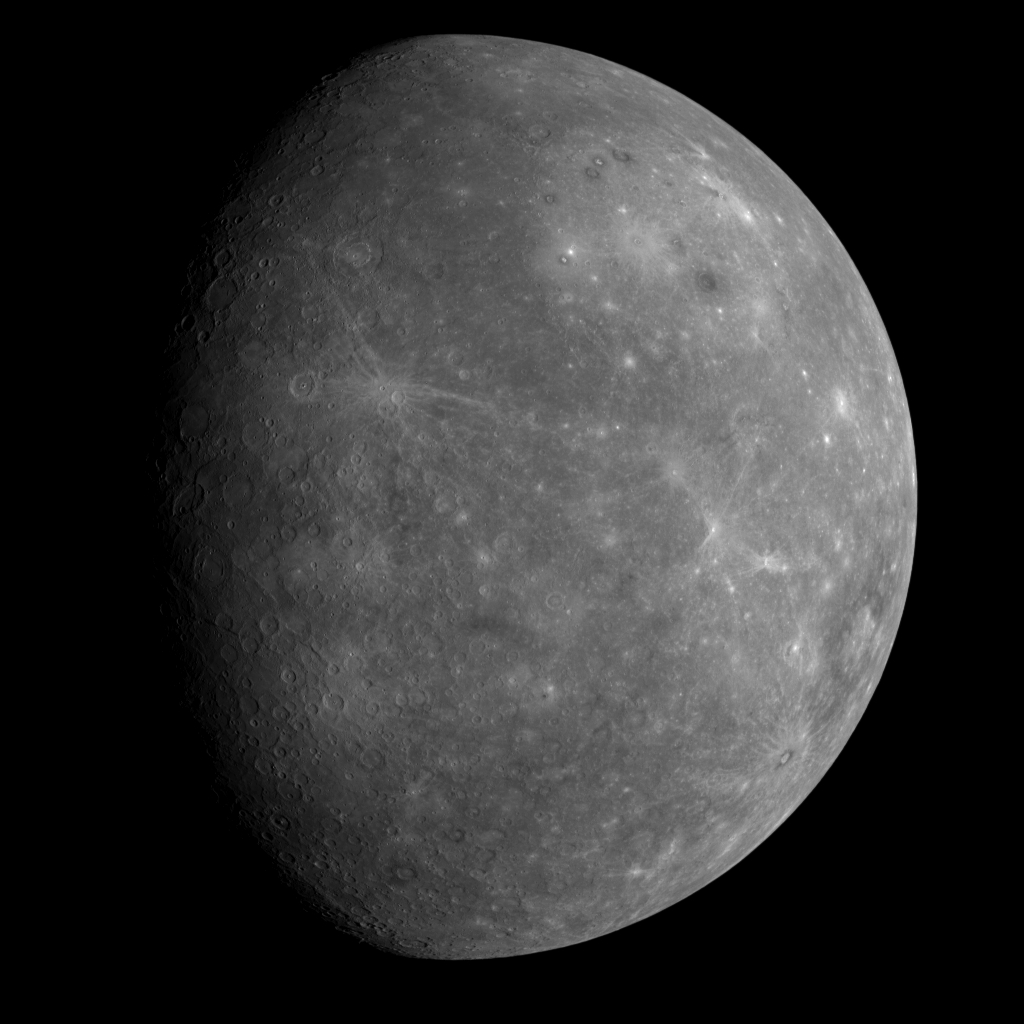
La prima immagine dell'emisfero "sconosciuto" di Mercurio inviata da MESSENGER il 14 gennaio 2008

Mercurio fu visitato per la prima volta nel 1974 dalla sonda statunitense Mariner 10 che teletrasmise a Terra fotografie registrate nel corso di tre successivi sorvoli.
Concepito per l'osservazione di Venere e Mercurio, il Mariner 10 venne lanciato il 3 novembre 1973 e raggiunse il pianeta nel 1974, usando per la prima volta nella storia la manovra di fionda gravitazionale. La sonda effettuò il primo sorvolo il 29 marzo a una distanza minima di 700 km, fornendo le prime immagini inedite del pianeta e risultati scientifici inaspettati: la sonda registrò un campo magnetico rilevante che si pensava fosse quasi del tutto assente. Il secondo sorvolo, il 21 settembre, fu ben più lontano del primo. Si decise di risparmiare carburante per permettere un terzo sorvolo che avrebbe permesso di capire la natura del campo magnetico: se intrinseco come quello della Terra o indotto dal vento solare come quello di Venere. Il sorvolo avvenne a circa 50000 km dalla superficie e fornì ulteriori immagini della superficie illuminata e dettagli del polo sud. Le manovre preparatorie per il terzo sorvolo non furono prive di incidenti, ma riuscirono comunque a portare la sonda statunitense alla minima distanza da Mercurio il 16 marzo 1975, quando passò a soli 327 km dalla superficie, confermando la natura intrinseca del campo magnetico e l'esistenza di una magnetosfera. La sonda abbandonò il pianeta dopo aver fotografato il 41% della superficie del pianeta, fu spenta e rimase in orbita eliocentrica.
La NASA lanciò nel 2004 la sonda MESSENGER il cui primo passaggio ravvicinato di Mercurio, avvenuto il 14 gennaio 2008, fu preceduto da un sorvolo ravvicinato della Terra e da due di Venere e fu seguito da tre manovre di fionda gravitazionale su Mercurio prima dell'ingresso in orbita attorno al pianeta il 18 marzo 2011. In seguito al primo fly-by di Mercurio, la sonda MESSENGER inviò alla Terra le prime immagini dell'emisfero "sconosciuto" di Mercurio. La missione permise di scoprire la composizione della superficie, di rivelare la sua storia geologica, di analizzare il suo campo magnetico e di verificare la presenza di ghiaccio ai poli. La missione si concluse con il decadimento orbitale e l'impatto ad alta velocità sulla superficie, creando presumibilmente un nuovo cratere dal diametro di 16 metri.
Il 20 ottobre 2018 è avvenuto il lancio da parte dell'ESA della missione spaziale BepiColombo, così battezzata in onore dello scienziato, matematico e ingegnere Giuseppe Colombo (1920-1984). La missione è volta esclusivamente all'esplorazione del pianeta più interno. La missione ha l'obiettivo di approfondire lo studio del pianeta e di testare la teoria della relatività generale; consiste di due orbiter, uno che si stabilizzerà in un'orbita con un apoermeo di 1500 km per lo studio ravvicinato del pianeta e uno con apoermeo di 11600 km per lo studio della magnetosfera.

## Parametri orbitali

Precessione dell'orbita

L'orbita di Mercurio risulta essere ellittica solo in prima approssimazione, è infatti soggetta alla precessione del perielio, effetto che mise in difficoltà gli astronomi e i calcoli della fisica classica del XIX secolo. Le anomalie osservate nell'orbita del pianeta fecero ipotizzare a Urbain Le Verrier nel 1859 l'esistenza di un altro pianeta, che chiamò Vulcano; si supponeva che l'orbita di Vulcano si svolgesse interamente all'interno di quella di Mercurio. Il primo a dare una spiegazione corretta delle anomalie della precessione del perielio dell'orbita di Mercurio fu Albert Einstein grazie alla relatività generale nel 1915, che proprio su questo fenomeno ha avuto uno dei suoi banchi di prova.
Mercurio si muove su un'orbita di eccentricità 0,2056, a una distanza dal Sole compresa fra 46000000 e 69820000 km, con un valore medio di 58000000 km (rispettivamente 0,307, 0,466 e 0,387 au). Il periodo siderale di Mercurio è di 88 giorni, mentre il periodo sinodico è di 115,9 giorni. Il piano orbitale è inclinato sull'eclittica di 7°.

Risonanza orbitale di Mercurio: la freccetta rossa rappresenta un osservatore sulla superficie

La velocità media siderale del pianeta è pari a 47 km/s; si tratta della più alta fra i pianeti del sistema solare. Il moto di rotazione mercuriano è molto lento: esso impiega 58,6 giorni per compiere un giro su sé stesso, e completa quindi tre rotazioni ogni due rivoluzioni, in risonanza orbitale 3:2, questo fa sì che la durata del giorno solare (176 giorni) sia il doppio della durata dell'anno (88 giorni); Mercurio è l'unico pianeta del sistema solare sul quale la durata del giorno è maggiore del periodo di rivoluzione.
Al perielio, la velocità orbitale molto elevata diventa la componente predominante del moto solare apparente per un osservatore sulla superficie, il quale dapprima vedrebbe il Sole stazionare nel cielo, poi invertire il suo cammino muovendosi da ovest verso est e infine riprendere la sua traiettoria ordinaria.

## Caratteristiche fisiche
Mercurio è il più piccolo pianeta del sistema solare in termini di dimensioni e massa. In termini di dimensioni è più piccolo anche di Titano e Ganimede, satelliti naturali di Saturno e Giove e, a causa delle dimensioni ridotte e della sua vicinanza al Sole, l'attrazione gravitazionale del pianeta non è riuscita a trattenere un'atmosfera consistente. La sua forma è grossomodo sferica e non presenta la caratteristica forma geoidale (schiacciamento ai poli e rigonfiamento all'equatore) degli altri pianeti. Il pianeta non possiede né satelliti naturali né anelli planetari, sebbene nel 1974 poco prima del sorvolo ravvicinato della sonda Mariner 10 un'errata interpretazione di alcuni dati ricevuti avesse lasciato immaginare la presenza di una luna di notevoli dimensioni.

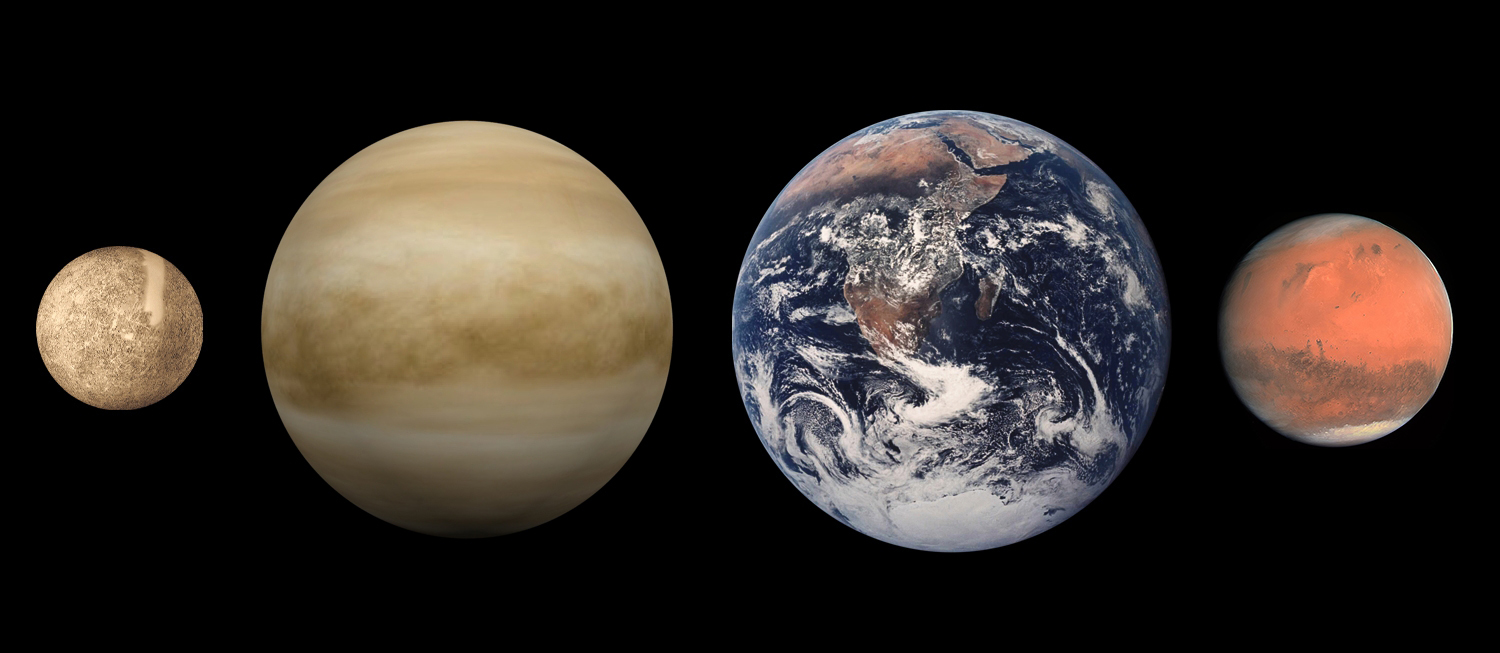
Confronto delle dimensioni dei quattro pianeti terrestri: da sinistra, Mercurio, Venere, la Terra e Marte

### Struttura interna
La densità di Mercurio, pari a 5,43 g/cm³, si discosta molto da quella lunare e, al contrario, è molto vicina a quella terrestre. Questo lascia supporre che, nonostante le somiglianze con la Luna, la struttura interna del pianeta sia più vicina a quella della Terra. Mentre l'alta densità terrestre è il risultato della forte compressione gravitazionale, Mercurio è molto più piccolo e le regioni interne non sono compresse come quelle terrestri, pertanto per avere una tale densità, si suppone che il suo nucleo debba essere relativamente grande e ricco di ferro.
I geologi stimano che il nucleo di Mercurio occupi circa il 42% del suo volume, mentre per la Terra questa frazione è del 17%. Una ricerca pubblicata nel 2007, unita alla presenza del debole campo magnetico, suggerisce che Mercurio possieda un nucleo metallico fuso elettricamente conduttore, circondato da un mantello dello spessore di 500–700 km composto da silicati. Sulla base dei dati di Mariner 10 e di osservazioni compiute dalla Terra, la crosta di Mercurio è ritenuta essere spessa 100–300 km. Una caratteristica distintiva della superficie di Mercurio è la presenza di numerose creste strette, che si estendono fino a diverse centinaia di chilometri in lunghezza. Si ritiene che queste si siano formate dal raffreddamento e dalla contrazione di nucleo e mantello, successivi alla solidificazione della crosta.

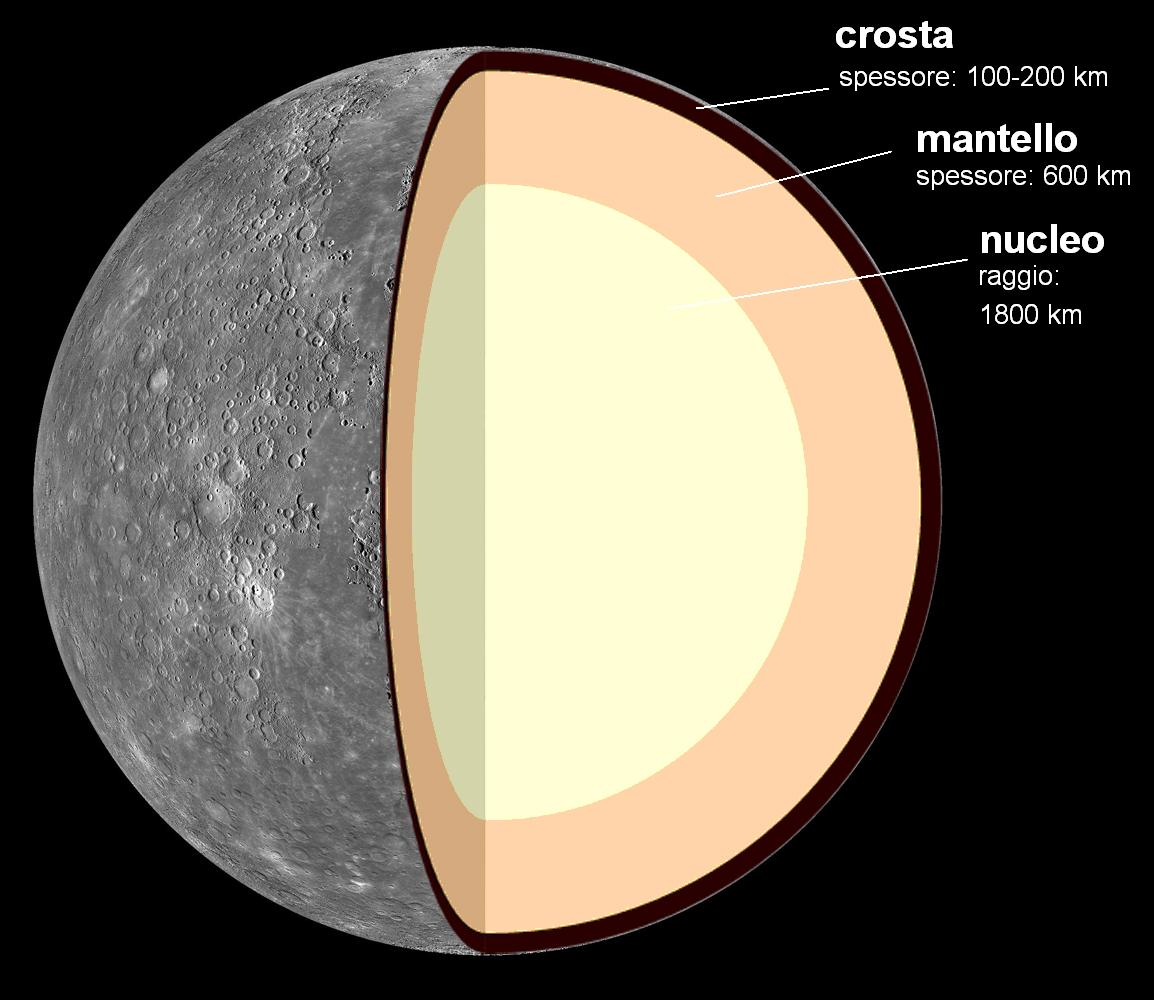
La struttura interna di Mercurio

Il nucleo di Mercurio ha un contenuto di ferro superiore a quella di qualsiasi altro grande pianeta del sistema solare, e diverse teorie sono state proposte per spiegare questa caratteristica. La teoria più accreditata è che in origine Mercurio avesse un rapporto metalli-silicati simile alle comuni meteoriti condriti, che costituiscono il tipico materiale roccioso presente nel sistema solare, e avesse una massa di circa 2,25 volte quella attuale. Quando il sistema solare si stava formando, Mercurio potrebbe essere stato colpito da un planetesimo di circa 1/6 della sua massa e di diverse migliaia di chilometri di diametro. L'impatto avrebbe spazzato via gran parte della crosta e del mantello presenti a quel tempo, lasciando il nucleo come componente predominante del corpo celeste. Un processo simile, noto come teoria dell'impatto gigante, è stato proposto per spiegare la formazione della Luna.
Un'altra ipotesi suggerisce che Mercurio potrebbe essersi formato dalla nebulosa solare prima che la produzione di energia del Sole si stabilizzasse. In questa ipotesi Mercurio avrebbe avuto inizialmente due volte la sua massa attuale, ma dopo la contrazione del protosole, le temperature si alzarono a 2500-3500 K e forse anche più (10000 K). A tali temperature gran parte delle rocce superficiali di Mercurio sarebbero vaporizzate e sarebbero state poi spazzate via dal vento solare.
Una terza ipotesi propone che le perturbazioni dovute alla nebulosa solare causarono la perdita delle particelle più leggere, che non furono raccolte da Mercurio. Ciascuna ipotesi predice una diversa composizione della superficie. Una risposta conclusiva potrebbe provenire dal confronto tra i risultati delle osservazioni che saranno condotte dalla missione BepiColombo con quelli ottenuti dalla missione MESSENGER. La sonda MESSENGER ha rilevato in superficie livelli di potassio e zolfo superiori alla norma, che sembrerebbero escludere l'ipotesi dell'impatto gigante, e la conseguente vaporizzazione della crosta e del mantello. I risultati sembrerebbero dunque favorire la terza ipotesi; a ogni modo, occorrono ulteriori studi per confermarla.

### Superficie

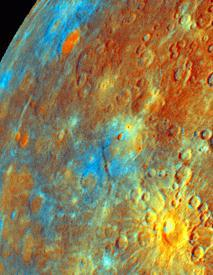
Mercurio in falsi colori, immagine ripresa dalla sonda Mariner 10 (1974) ed elaborata dal Jet Propulsion Laboratory della NASA

Le prime fotografie della superficie si devono all'astronomo greco-francese Eugène Michel Antoniadi (1870-1944) che all'inizio del ventesimo secolo disegnò delle mappe di questo pianeta. Similmente alla Luna, il suolo di Mercurio è ampiamente craterizzato a causa dei numerosi impatti di asteroidi che hanno contrassegnato il suo passato e presenta bacini riempiti da vecchie colate laviche, ancora evidenti a causa della mancanza quasi assoluta di un'atmosfera. Alcuni crateri sono circondati da raggi. Si esclude la presenza sul pianeta di placche tettoniche.
Mercurio, come la Luna, ha subito urti con meteoriti ed è normale che i pianeti in possesso di un'atmosfera consistente risentano in misura assai minore dell'effetto degli impatti, poiché i corpi incidenti vengono fortemente erosi dall'attrito atmosferico. Inoltre l'atmosfera stessa erode lentamente la superficie del pianeta, cancellando le tracce dell'urto. Oltre all'atmosfera ci sono diversi elementi che cancellano i crateri causati da asteroidi che non sono infatti presenti su Mercurio, come il vento e l'acqua. Inoltre un numero così ampio di crateri induce a supporre che il pianeta, come la Luna, manchi da numerosi secoli di attività interna.
Sulla superficie di Mercurio l'accelerazione di gravità è mediamente pari a 0,378 volte quella terrestre. A titolo di esempio si potrebbe affermare che un uomo dalla massa di 70 kg che misurasse il proprio peso su Mercurio facendo uso di una bilancia tarata sull'accelerazione di gravità terrestre registrerebbe un valore pari a circa 25,9 kg.
La ridotta distanza di Mercurio dal Sole e l'assenza di un'atmosfera consistente lo rendono un pianeta con una grande escursione termica, con temperature superiori a 350 °C nella zona esposta al Sole, contro i −170 °C nella parte in ombra. Inoltre, l'insolazione media della superficie mercuriana è pari a circa 6 volte e mezzo quella della Terra; la costante solare ha un valore di 9,2 kW/m².

#### Crateri

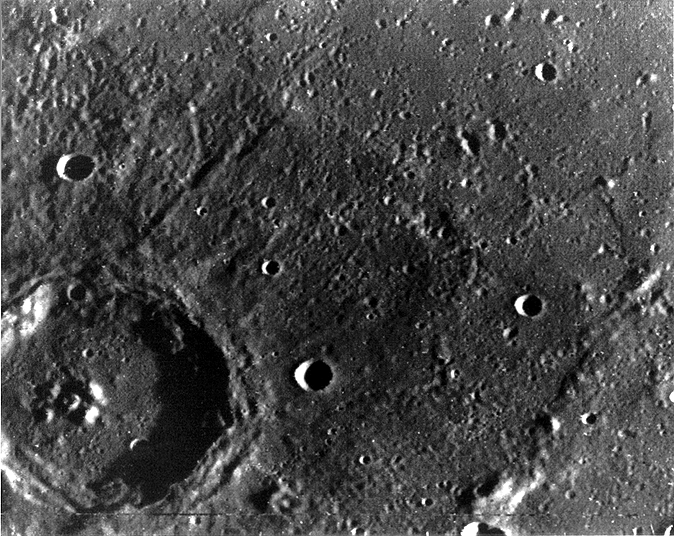
Il cratere Zola su Mercurio, Mariner 10, 1974

Alcuni tra i più grandi crateri di Mercurio superano i 200 km e prendono il nome di bacini. Al centro di molti crateri, spesso riempiti da antiche colate laviche ancora evidenti, s'innalzano piccole formazioni montuose. Il bacino più grande e più noto è la Caloris Planitia, dal diametro di circa 1 500 km: si tratta di una grande pianura circolare circondata da anelli di monti. Questo bacino deve il suo nome al fatto che si trova sempre esposto alla luce del Sole durante il passaggio di Mercurio al perielio e pertanto è uno dei punti più caldi del pianeta. Dal cratere fuoriescono gas a base di potassio e sodio che contribuiscono alla tenue atmosfera del pianeta. Agli antipodi del bacino Caloris si trova un tipo di terreno collinare del tutto insolito, assente sul resto della superficie, di età stimata pari a quella dello stesso bacino antipodale. Si è formato probabilmente quando un grosso asteroide, impattando su Mercurio, ha generato il bacino Caloris provocando un'onda d'urto che ha convogliato agli antipodi.
Alcuni crateri del polo nord, invece, sono in grado di schermare completamente la luce solare in alcune zone al loro interno, grazie anche alla scarsa inclinazione dell'asse orbitale, mantenendo la temperatura considerevolmente bassa per migliaia e milioni di anni, fino a circa −220 °C, e conservare così grosse risorse di acqua allo stato solido.

#### Rupēs

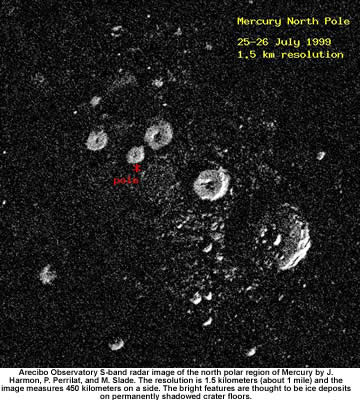
Immagine radar del polo nord di Mercurio

Confrontando i dati dalle sonde Mariner 10 e MESSENGER a trent'anni di differenza, si è rilevato un restringimento del diametro del pianeta dai 3 ai 14 chilometri. Il tutto si basa sul fatto che il suo nucleo di liquido ferroso si stia raffreddando, così facendo esso si solidifica e di conseguenza il volume dell'intero pianeta diminuisce. Queste modifiche si fanno sentire anche in superficie frastagliando la crosta e creando rupēs di notevoli dimensioni, fino a 1000 km di lunghezza e tre di profondità.

#### Depositi polari
L'osservazione dal radiotelescopio di Arecibo ha rilevato delle formazioni strane all'altezza dei poli, molto riflettenti, simili a quelle che si ottengono osservando oggetti ghiacciati all'esterno del sistema solare. I valori osservati sono compatibili con la presenza di ghiaccio coperto da un sottile strato di regolite. Data la ridotta inclinazione della rotazione di Mercurio, i crateri ai poli conservano delle zone perennemente oscurate dalla radiazione solare e hanno permesso al ghiaccio di conservarsi per miliardi di anni. Questo ghiaccio ai poli è in una forma relativamente pura, ha lo spessore di almeno un metro (una stima dello spessore massimo non è possibile con sole osservazioni radar) e si estende per un'area di 30000 km² se si considerano entrambi i poli; l'origine è probabilmente dovuta a impatti di comete.

#### Nomenclatura e cartografia

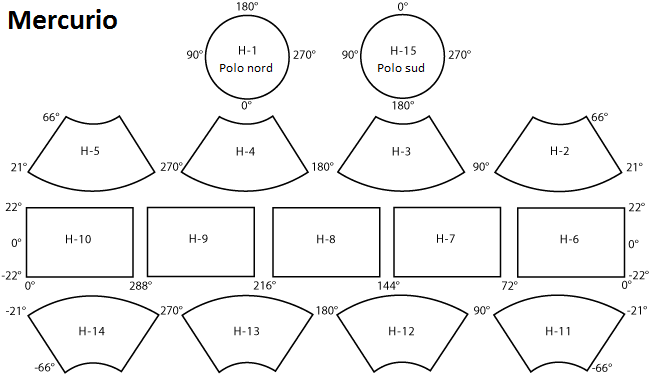
Cartografia di Mercurio suddiviso in 15 maglie

L'Unione Astronomica Internazionale (UAI) è l'ente che controlla la nomenclatura dei pianeti; per l'assegnazione dei nomi delle caratteristiche geologiche di Mercurio, l'ente ha scelto un tema diverso per ogni caratteristica:
- alle catenae è stato dato il nome di un radiotelescopio;
- ai crateri il nome di un artista;
- alle dorsa il nome di uno scienziato che ha contribuito allo studio di Mercurio;
- alle faculae il nome serpente in varie lingue;
- alle fossae il nome di opere architettoniche;
- ai montes il nome caldo in varie lingue;
- alle planitiae il nome Mercurio in varie lingue;
- alle rupēs il nome di scoperte o missioni scientifiche;
- alle valles il nome di città abbandonate.

L'UAI ha anche realizzato una cartografia suddividendo la superficie del pianeta secondo un reticolato adatto a una rappresentazione in scala 1:5 000 000, che definisce 15 maglie per meglio localizzare le peculiarità della superficie.

### Atmosfera
| Elemento | Frazione |
| -------- | -------- |
| Ossigeno | 42%      |
| Sodio    | 29%      |
| Idrogeno | 22%      |
| Elio     | 6%       |
| Potassio | 0,5%     |

Per via della sua bassa attrazione gravitazionale Mercurio è sprovvisto di una vera e propria atmosfera come quella terrestre, fatta eccezione per esili tracce di gas probabilmente frutto dell'interazione del vento solare con la superficie del pianeta. La composizione atmosferica è stata determinata come segue: ossigeno (42%), sodio (29%), idrogeno (22%), elio (6%), potassio (0,5%) e tracce di argon, anidride carbonica, vapore acqueo, azoto, xeno, kripton, neon, calcio e magnesio. La pressione atmosferica al suolo, misurata dalla sonda Mariner 10, è nell'ordine di un millesimo di pascal.
La bassa densità dell'atmosfera non le permette di innescare un meccanismo di distribuzione del calore ricevuto dal Sole; per questo motivo e per la rotazione estremamente lenta, che espone lo stesso emisfero alla luce solare diretta per lunghi periodi, l'escursione termica su Mercurio è la più elevata finora registrata nell'intero sistema solare: l'emisfero illuminato raggiunge i 600 K (700 K nelle zone equatoriali), quello in ombra scende spesso fino a 90 K.
L'azione intensa del vento solare produce un fenomeno assente negli altri pianeti ma presente nelle comete quando si avvicinano al Sole: la presenza di una coda cometaria. Il vento solare espelle atomi neutri dalla prossimità del pianeta rendendo misurabile una coda fino a distanze di oltre un milione di chilometri, composta principalmente da atomi di sodio.

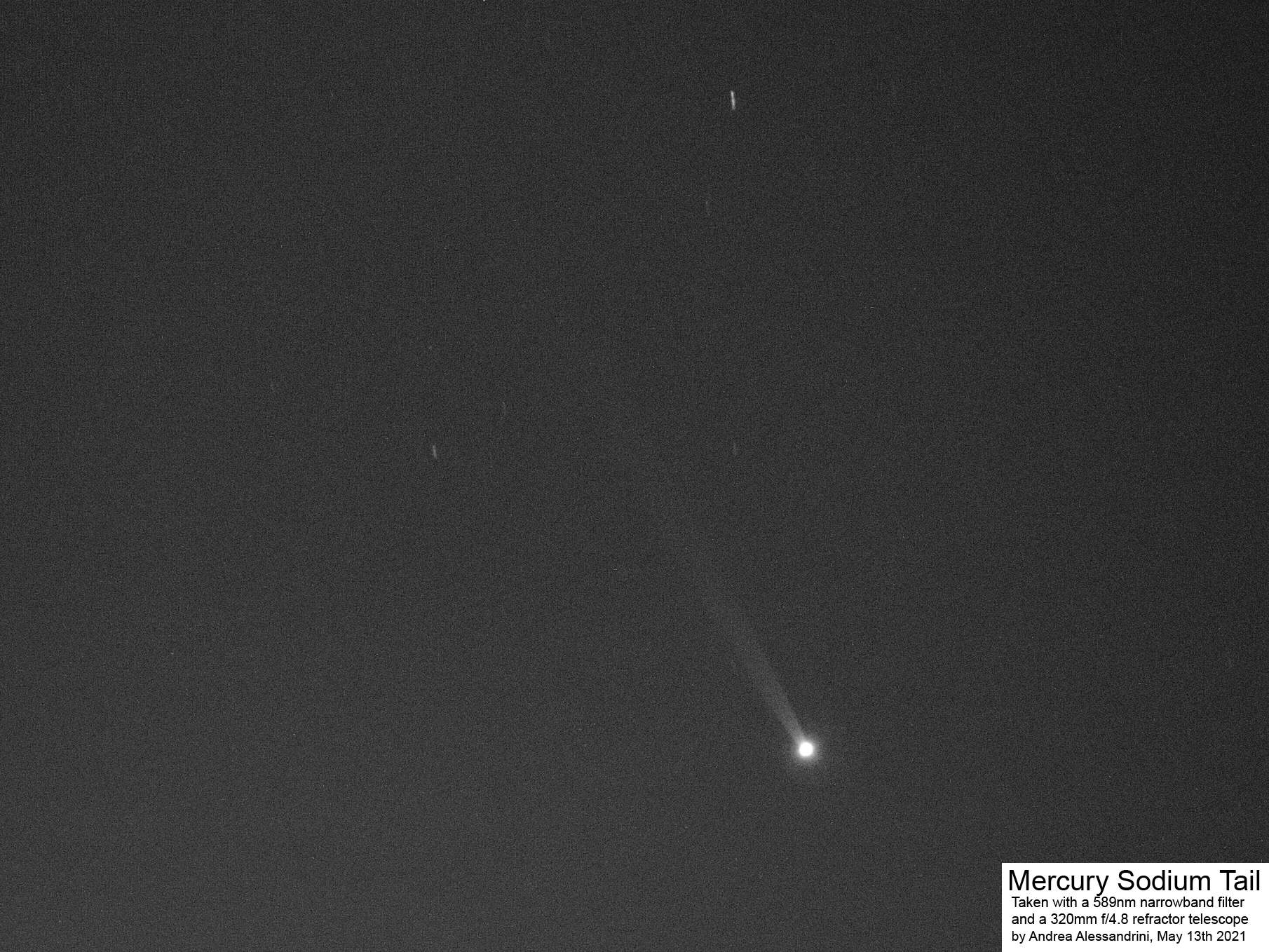
Immagine a banda stretta della coda di sodio di Mercurio

### Magnetosfera

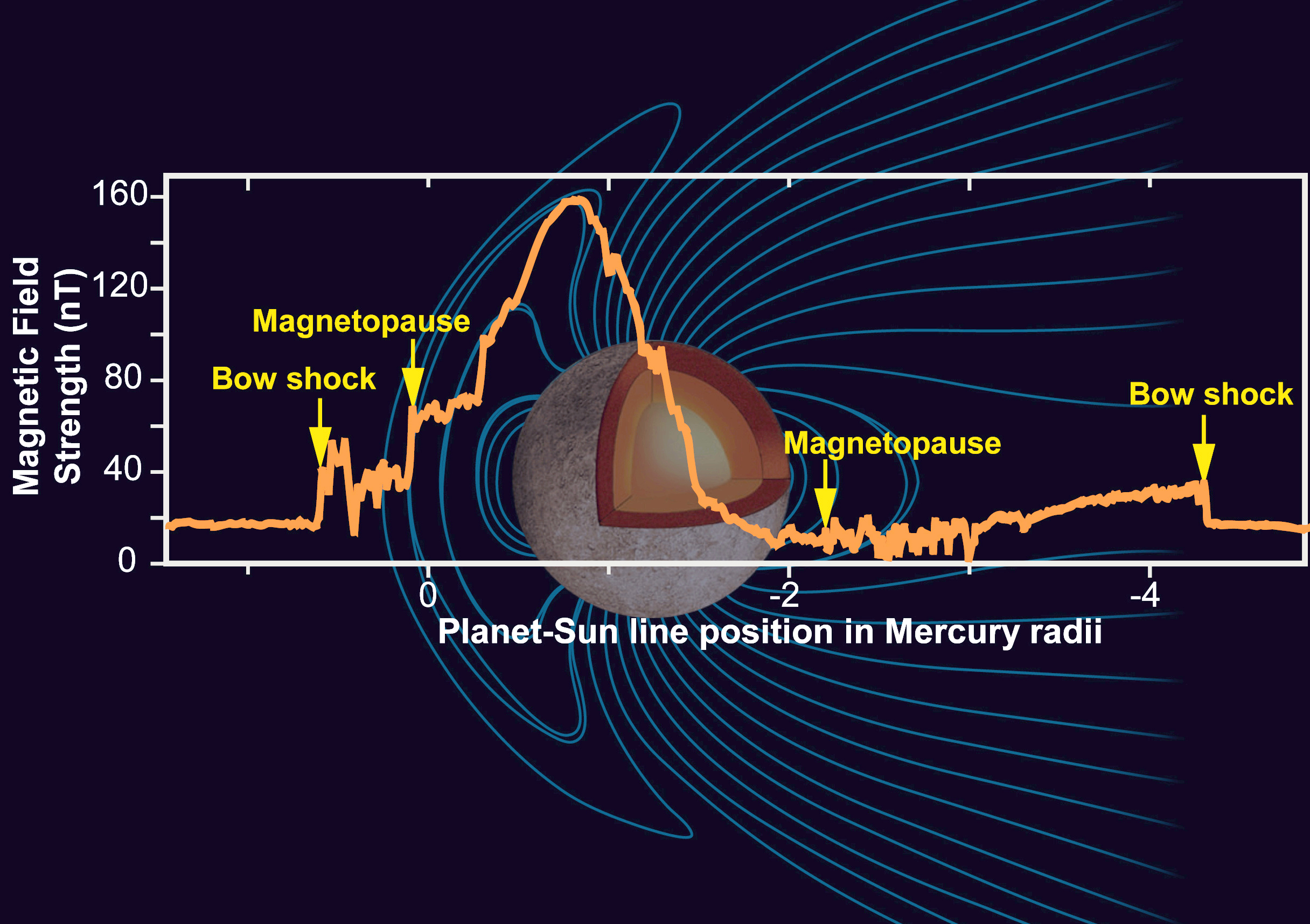
Nel grafico è riportata l'intensità relativa del campo magnetico di Mercurio.

A dispetto delle sue ridotte dimensioni e del lento moto di rotazione, Mercurio possiede un campo magnetico stabile, significativo e apparentemente globale. Le misurazioni delle sonde Mariner 10 e MESSENGER indicano un'intensità pari a circa l'1% del campo terrestre e lasciano presupporre che l'intensità all'equatore del pianeta sia compresa tra 250 e 290 nT. Come quello della Terra, il campo magnetico di Mercurio è dipolare, con inclinazione dell'asse magnetico rispetto a quello di rotazione inferiore ai 5°.
È probabile che il campo magnetico sia generato con un effetto dinamo, in modo simile a quanto accade per la Terra, sebbene siano state proposte anche alcune differenze. Il campo magnetico sarebbe generato dalla circolazione dei fluidi del mantello ricco di ferro. In particolare, i forti effetti mareali, causati dalla relativamente elevata eccentricità dell'orbita del pianeta, fornirebbero l'energia necessaria a mantenere il nucleo allo stato liquido.
Il campo magnetico di Mercurio è sufficientemente forte da deflettere il vento solare e creare una magnetosfera di ridotte dimensioni attorno al pianeta, tanto piccola che la Terra riuscirebbe a contenerla. La sua presenza riduce l'erosione cui è soggetta la superficie da parte del vento solare, sebbene non riesca a impedirla. Le misurazioni del Mariner 10 lasciano pensare che il pianeta non sia circondato da fasce di radiazione (analoghe alle fasce di Van Allen della Terra), mentre hanno fornito prova della dinamicità della magnetosfera mercuriana la cui coda è interessata da intense tempeste magnetiche dalla durata di un minuto.
Che la magnetosfera di Mercurio "perda" è stato confermato anche nel corso del secondo sorvolo della sonda MESSENGER, avvenuto il 6 ottobre 2008. La sonda ha incontrato "tornado" magnetici ampi fino a 800 km (un terzo del raggio del pianeta). Questi si formano in conseguenza dell'interazione tra il campo magnetico trasportato dal vento solare e quello planetario. I fenomeni di connessione cui sono soggetti i due campi, sotto le azioni di trasporto del vento solare, danno origine a strutture vorticose, tubi magnetici contorti su sé stessi, che aprono delle finestre nello scudo magnetico del pianeta, permettendo alle particelle del vento solare stesso di impattare direttamente sulla superficie di Mercurio. Si parla in tal caso di flux transfer event o "eventi di trasferimento di flusso".
MESSENGER ha inoltre rilevato che questi fenomeni si verificano con una frequenza dieci volte superiore che sulla Terra, dato che può essere solo parzialmente spiegato con la maggiore vicinanza al Sole di Mercurio.

## Astronomia su Mercurio

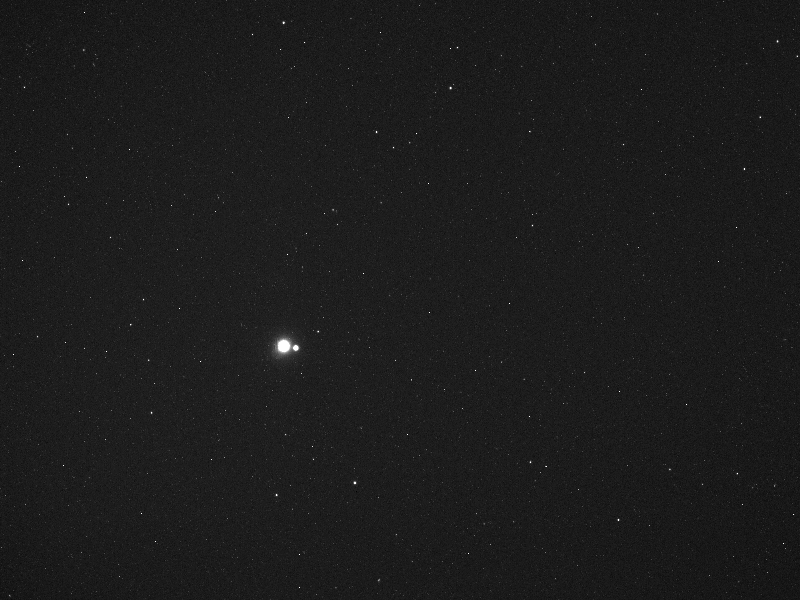
La Terra e la Luna viste dalla sonda MESSENGER in un'immagine ripresa il 6 maggio 2010. Sebbene al momento dello scatto la sonda non fosse ancora in orbita attorno a Mercurio, l'immagine per distanza e angolazione mostra il sistema Terra-Luna come apparirebbe a un osservatore posto su Mercurio.

Il cielo di Mercurio sarebbe nero anche di giorno, non avendo il pianeta un'atmosfera che lo circonda. La differenza più grande rispetto al cielo terrestre è la maggior grandezza apparente del Sole, il cui diametro angolare può variare da 1,14° all'afelio a 1,73° quando si trova al perielio, cioè rispettivamente 2,1 e 3,2 volte più grande rispetto al Sole visto dalla Terra. L'orbita di Mercurio è infatti piuttosto eccentrica, e la distanza del pianeta dalla nostra stella varia considerevolmente nel corso del "suo" anno, durante cioè il moto di rivoluzione attorno al Sole.
Mercurio ruota sul proprio asse più lentamente che attorno al Sole, con una risonanza di 3:2 che perdura il giorno solare 176 giorni terrestri: è questo il periodo necessario per rivedere il Sole al medesimo meridiano. Il moto apparente del Sole nel cielo di Mercurio non avviene però a velocità angolare costante, perché quando il pianeta si avvicina al perielio, la sua velocità orbitale aumenta superando la velocità di rotazione in senso contrario, con il risultato che il Sole appare fermarsi nel cielo e spostarsi per un breve periodo nella direzione opposta, per poi riprendere il suo normale scorrere da est a ovest.
Sole a parte, l'oggetto più luminoso nei cieli di Mercurio sarebbe Venere, il pianeta più vicino, ancor più luminoso che visto dalla Terra. Da Mercurio infatti, oltre alla minore distanza, Venere sarebbe un pianeta esterno e arriverebbe all'opposizione mostrando il suo disco completamente illuminato, arrivando a brillare di magnitudine −7,7. La Terra sarebbe comunque anch'essa molto luminosa, di magnitudine −5, accompagnata dalla Luna, di magnitudine −1,2. La separazione angolare massima tra la Terra e la Luna viste da Mercurio sarebbe di circa 15′.
Marte, meno brillante che visto dalla Terra, alla massima vicinanza raggiungerebbe una magnitudine −0,7, mentre gli altri pianeti del sistema solare apparirebbero sostanzialmente come visti dalla Terra e leggermente meno luminosi, vista la maggiore distanza.

## Mercurio nella cultura

### Etimologia, significato culturale e astrologia

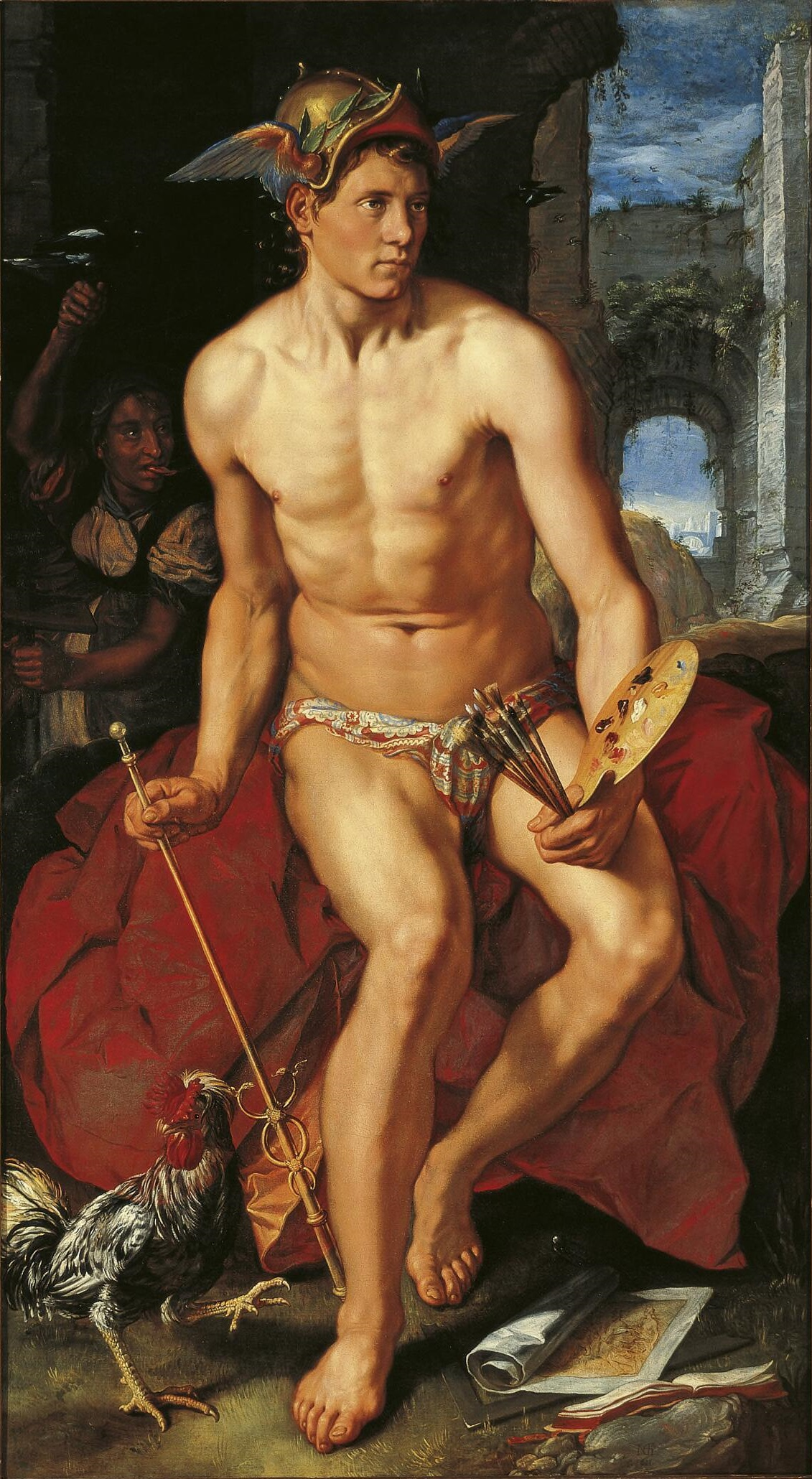
Rappresentazione di Mercurio in un dipinto di Hendrick Goltzius

Il nome Mercurio deriva dalla mitologia romana, e sebbene fosse di derivazione etrusca (Turms), era il corrispondente del dio greco Ermes, che secondo la mitologia greca era nato da una relazione fugace tra Zeus e Maia, la più bella delle Pleiadi. Solitamente rappresentato come un giovane snello e atletico con in capo un elmetto alato, simbolo di velocità, era considerato il veloce messaggero degli dei, così come il pianeta è il più rapido nel suo moto di rivoluzione attorno al Sole. Mercurio ruota infatti attorno alla nostra stella in appena 88 giorni, e per la sua vicinanza al Sole può essere osservato solo per brevi periodi all'alba o al tramonto. Nella mitologia romana Mercurio possedeva caratteristiche simili a Ermes, e inoltre era il protettore del commercio e dei ladri, nonché simbolo della medicina.
Dato il suo veloce movimento apparente in cielo Mercurio rimane solo 7,33 giorni in ogni costellazione dello zodiaco e astrologicamente è il pianeta dominante del segno dei Gemelli (domicilio diurno) e della Vergine (domicilio notturno). Esso governa la comunicazione, la razionalità, la rapidità, l'astuzia, l'intelligenza e l'apprendimento rapido.
Nell'astrologia cinese, Mercurio domina l'acqua, uno dei cinque elementi essenziali assieme a legno, fuoco, terra e metallo e che simboleggia la vita e la purificazione.

### Nella letteratura e nelle opere di fantascienza
Nella letteratura classica Mercurio, come gli altri principali pianeti conosciuti fin dai tempi antichi, compare in numerose opere. Dante Alighieri nella Divina Commedia chiama il Secondo Cielo Cielo di Mercurio. Il Sommo Poeta lo descrive come il luogo dove abitano gli arcangeli e le anime che si attivarono per la gloria terrena, come l'imperatore Giustiniano I. Dante considerava Mercurio la "sua stella", perché Mercurio rappresenta la dialettica, in quanto è il pianeta più piccolo e più vicino al Sole e come scrisse lui stesso nel Convivio, è quello che "più va velata de li raggi del Sole che null'altra stella".
Essendo uno dei pianeti più vicini alla Terra, Mercurio è stato citato in numerose opere fantascientifiche, soprattutto prima del 1965, quando gli astronomi scoprirono che non era in rotazione sincrona come invece si pensava fino a quel momento. Prima del 1965 molte opere lo descrivono infatti come un pianeta che volgeva sempre la stessa faccia al Sole e quindi metà della sua superficie era perennemente illuminata e l'altra metà sempre oscura.
Uno dei primi romanzi di fantascienza fu Entretiens sur la pluralité des mondes di Bernard le Bovier de Fontenelle, che descrive l'esistenza di mondi extraterrestri su Mercurio, Venere e Saturno.
Anche Isaac Asimov ha ambientato alcune delle sue storie su Mercurio. In Circolo vizioso, racconto del 1942 e riproposto nell'antologia Io, robot, due astronauti devono riparare delle miniere servendosi di un sofisticato robot. Conclusione errata è un giallo, dove per la morte di uno scienziato vengono indagati tre suoi colleghi, che erano stati rispettivamente sulla Luna, su Mercurio e sull'asteroide Cerere.
In Lucky Starr e il grande sole di Mercurio, lo scenario è un luogo posto al confine tra l'emisfero in ombra e quello alla luce perenne del pianeta (il romanzo è del 1956 e non si era ancora scoperto che Mercurio non è in rotazione sincrona). Sempre nel 1956 Alan E. Nourse scrive Brightside Crossing (Traversata luminosa), dove un gruppo di spedizione progetta di attraversare la superficie di Mercurio al perielio seguendo la linea equatoriale.
Dopo che fu scoperto che la rotazione non era sincrona e in realtà Mercurio non volgeva sempre la stessa faccia al Sole, la descrizione di Mercurio nelle opere letterarie si aggiornò al passo con le conoscenze scientifiche del pianeta.
Fra le varie citazioni in romanzi e racconti, tra cui la menzione di una civiltà mercuriana di Arthur C. Clarke in Incontro con Rama, che tenta di distruggere l'astronave aliena senza riuscirci, Mercurio è lo scenario principale del romanzo di David Brin, Spedizione Sundiver, del 1980, dove i protagonisti trascorrono buona parte del tempo su Mercurio, base più vicina per studiare forme di vita intelligenti scoperte sul Sole. In Manifold: Space Mercurio è invece l'ultimo avamposto rimasto all'umanità, dopo che una potente razza aliena ha distrutto la razza umana dal resto del sistema solare.